# ایوان آقازاریان
ایوان آقازاریان ( انگلیسی: Yvonne Agazarian؛ ۱۷ فوریهٔ ۱۹۲۹ – ۹ اکتبر ۲۰۱۷) یک روان‌شناس زن ارمنی‌تبار اهل ایالات متحده آمریکا بود که معمار اصلی en:Systems-centered therapy بر پایه نظریه Living Human Systems بود که آن را نیز خودش توسعه داد.

## زندگی‌نامه
وی در ۱۷ فوریه ۱۹۲۹ به دنیا آمد . در سال ۱۹۹۷ انجمن روان‌شناسان آمریکا به خاطر مشارکت وی در پژوهش، انتشار، تدریس و آموزش  گروه وی را به روان‎‌شناس سال برگزید. وی در ۹ اکتبر ۲۰۱۷ در سن ۸۸ سالگی درگذشت.

## تالیفات
- Systems-Centered Therapy for Groups (۱۹۹۷)